# Krossnes

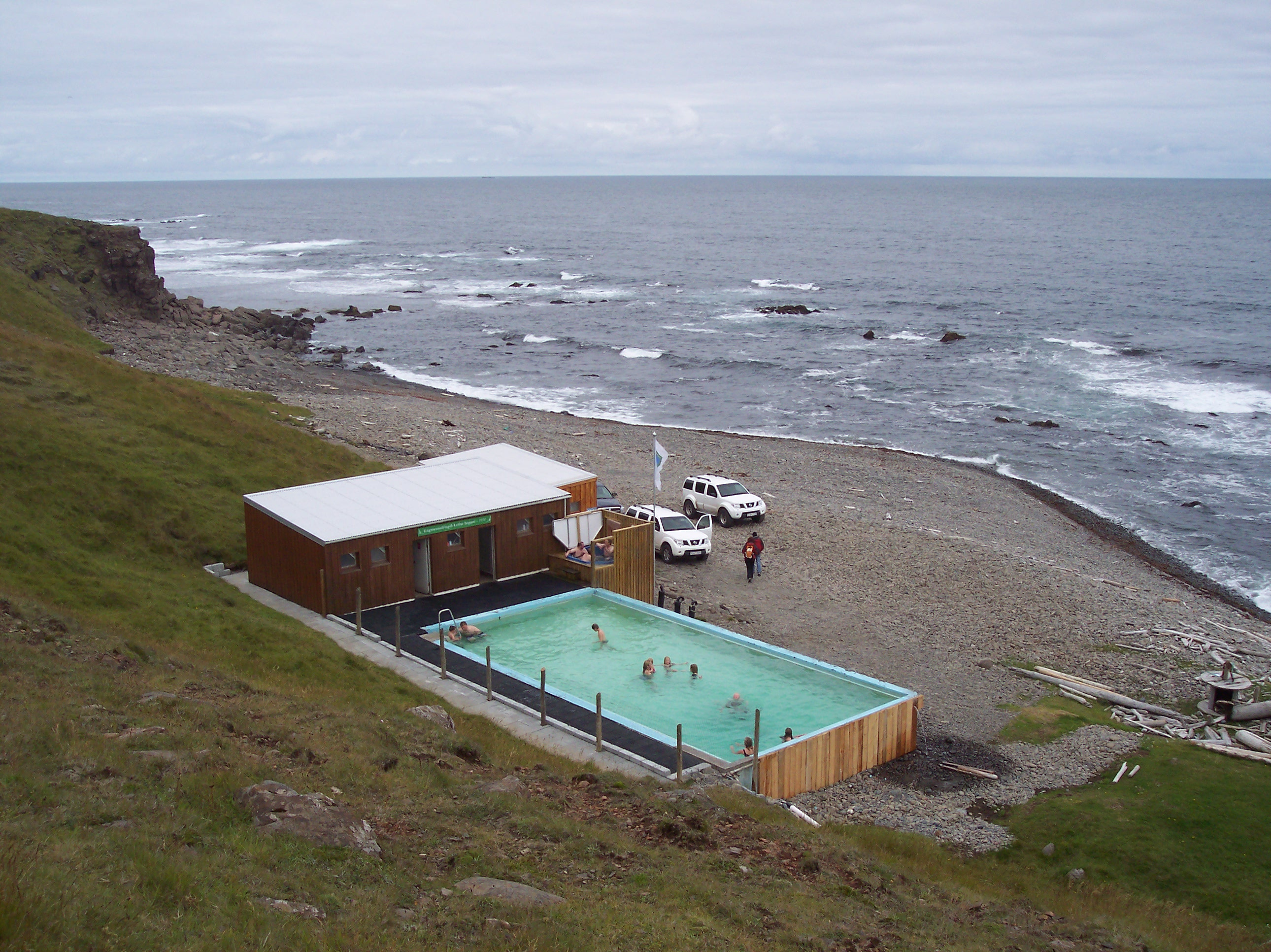
Krossneslaug

Krossnes ist eine Landzunge und der darauf befindliche Hof in der Gemeinde Árnes in den Westfjorden von Island.

## Lage
Krossnes befindet sich östlich des Norðurfjörðurs in den Westfjorden Islands. Der ausgebaute Strandavegur  endet im Norðurfjörður, aber eine Piste führt noch um die Landzunge, zum Freibad und einige Kilometer weiter.

## Freibad
Bekannt ist Krossnes für die Krossneslaug, ein 1954 eingeweihtes Freibad (12,5 × 6 m), das sich nur wenige Meter neben dem Nordatlantik befindet. Es wird mit dem kochendheißen Wasser aus der Quelle Krossneslaug, die auch der Namensgeber ist, und dem kalten Wasser aus dem Bach Bunulækur gespeist. Das Baden ist ganzjährig möglich, nur nicht bei winterlichem Straßenzustand.
Ein aus der heißen Quelle gespeistes Bad, möglicherweise ein Vorläufer des heutigen Bades, wurde von den Anwohnern mindestens seit dem 18. Jahrhundert genutzt.